# بيفل سفوبودا
بيفل سفوبودا (بالتشيكية: Pavel Svoboda)‏ هو محامي وسياسي تشيكي، ولد في 9 أبريل 1962 في براغ في التشيك. حزبياً، نشط في KDU-ČSL ‏. في انتخابات البرلمان الأوروبي في التشيك 2014 ‏، انتخب عضو في البرلمان الأوروبي عن دائرة جمهورية التشيك ‏ لترشحه ضمن  قائمة KDU-ČSL ‏، وقد انضم خلال فترته النيابية (1 يوليو 2014 – )  للكتلة البرلمانية الكتلة البرلمانية لحزب الشعب الأوروبي.